# Tsuneo Shibata
Tsuneo Shibata (jap. 柴田 恒雄, Shibata Tsuneo; * um 1940) ist ein japanischer Jazzmusiker (Kontrabass).
Shibata arbeitete ab den 1960er-Jahren in der japanischen Jazzszene; um 1968 entstanden erste Plattenaufnahmen mit Hiroshi Matsumoto (My Funny Valentine). In den späten 1960er- und 1970er-Jahren spielte er u. a. bei Hiroshi Suzuki & His Happy Cats (Up Up and Away, 1969), Hiroshi Okazaki & Star Gazers, Jimmy Takeuchi, Izumi Tateno  und im Trio von Teru Sakamoto, mit Kohji Fujika (Happy Session, Vols. 1 & 2),  bei Yoshitaka Akimitsu (My Melancholy Baby) und mit dem Vokalduo Jerry Ito & Judy Anton (Let's Swing the Sing, 1980). Im Bereich des Jazz listet ihn Tom Lord zwischen 1968 und 1986 bei sieben Aufnahmesessions, zuletzt mit Hidehiko Matsumoto (With Strings).